# نيكيتا بورميستروف
نيكيتا بورميستروف (6 يوليو 1989 في روسيا - ) (بالروسية: Никита Александрович Бурмистров)‏ هو لاعب كرة قدم روسي في مركز الوسط. شارك مع منتخب روسيا الثاني لكرة القدم. أما مع النوادي، فقد لعب مع أمكار بيرم وأنجي محج قلعة وتوم تومسك وشينيك ياروسلافل ولوخ إينيرجيا فلاديفوستوك ونادي سيسكا موسكو ونادي كراسنودار ونادي أورال يكاترينبورغ.

## وصلات خارجية
- نيكيتا بورميستروف على موقع قاعدة بيانات كرة القدم.إي يو (الإنجليزية)
- نيكيتا بورميستروف على موقع Soccerway.com (الإنجليزية)
- نيكيتا بورميستروف على موقع عالم كرة القدم.نت (الإنجليزية)
- نيكيتا بورميستروف على موقع AS.com (الإسبانية)